# Дафні Сіні
Дафні Сіні (англ. Daphne Seeney; 2 лютого 1933 — 18 вересня 2020) — колишня австралійська тенісистка.
Найвищим досягненням на турнірах Великого шолома був фінал в парному розряді.

## Фінали турнірів Великого шолома

### Парний розряд (1 поразка)
| Результат | Рік  | Турнір               | Покриття | Партнерка  | Суперниці                    | Рахунок  |
| --------- | ---- | -------------------- | -------- | ---------- | ---------------------------- | -------- |
| Поразка   | 1956 | Вімблдонський турнір | Трава    | Фей Мюллер | Анджела Бакстон Алтея Гібсон | 1–6, 6–8 |